# Rzewuski Hrabia

Rzewuski Hrabia

Rzewuski Hrabia II

Rzewuski Hrabia – polski herb hrabiowski, odmiana herbu Krzywda, nadany w Austrii.

## Opis herbu
Opis zgodnie z klasycznymi regułami blazonowania:
Rzewuski Hrabia I (1857): W polu błękitnym na podkowie srebrnej z takimże krzyżem między ocelami krzyż kawalerski bez prawego ramienia srebrny. Nad tarczą korona hrabiowska, nad którą dwa hełmy z klejnotami: trzy pióra strusie, srebrne między błękitnymi. Labry błękitne, podbite srebrem. Pod tarczą dewiza QUO VIA VIRTUTIS.
Rzewuski Hrabia II (1819): Pole czerwone, w klejnocie trzy pióra strusie, srebrne między czerwonymi.

## Najwcześniejsze wzmianki
Nadany wraz z tytułem hrabiego (graf von) 19 marca 1857 (dyplom z 20 kwietnia 1858) Leonowi Rzewuskiemu. Podstawą nadania były rozległe dobra ziemskie obdarowanego oraz wcześniejsze nadania tytułów hrabiowskich dla innych członków rodu: Stanisława Ferdynanda (hrabia SRI i krajów dziedzicznych, graf von, tytuł z 27 lutego 1783, dyplom niezachowany), oraz Kazimierza Seweryna (hrabia Austrii, hoch- und wohlgeboren, graf von, tytuł z 28 marca 1818, dyplom z 21 kwietnia 1819, brak wizerunku herbu, opisany jako Krzywda w czerwonym polu).

## Herbowni
Jedna rodzina herbownych (herb własny):
- graf von Rzewuski.